# ناحیه شارون، شهرستان فایت، ایلینوی
ناحیه شارون (به انگلیسی: Sharon Township) یک منطقهٔ مسکونی در ایالات متحده آمریکا است که در شهرستان فایتی، ایلینوی واقع شده‌است. ناحیه شارون ۲۰۰ متر بالاتر از سطح دریا واقع شده‌است.